# Петър Стоянов (футболист)
Вижте пояснителната страница за други личности с името Петър Стоянов.
Петър Петров Стоянов е български професионален футболист, полузащитник, състезател на ПФК ЦСКА (София).
Роден е на 15 август 1985 година в Сливен. Юноша е на Сливен 2000 (Сливен), като в периода 2006 – 2011 година играе за клуба в „А“ ПФГ.
През 2011 година преминава в ЦСКА, като в края на годината започва да играе като титуляр в някои от срещите, а през 2012 година е несменяем титуляр в полузащитата.